# Pimperna
Pimperna è un comune rurale del Mali facente parte del circondario di Sikasso, nella regione omonima.
Il comune è composto da 11 nuclei abitati:
- Diassadeni
- Kodialida
- Kolayérédiassa
- N'Torla
- Ouofina
- Pimperna
- Sidaribougou
- Togotan-Diassa
- Tola
- Zanikodougou
- Zérilaba